# 세계문화진흥협회
세계문화진흥협회(World Culture Association)는 사단법인 한문화진흥협회 산하에 있는 기관으로서 한국문화와 세계문화에 대한 이해를 바탕으로 장차 대한민국을 이끌어 갈 글로벌 인재를 육성을 목적으로 하고 있다.
세계문화진흥협회에서 주관하는 유스 앰버서더 외교캠프는 청소년들에게 글로벌 꿈을 심어주기 위하여 주한외교관들을 강사로 초빙하여 진행하는 외교캠프이고, 대한민국 국제외국어 말하기대회는 청소년들이 글로벌 리더로 성장하는데 필요한 외국어 말하기 능력 향상 프로그램이고, 대한민국 한복모델 선발대회는 우리의 자랑스런 한복을 세계에 알리고 세계 각국과 문화교류 할 수 있는 대한민국 대표 한복모델 육성 프로그램이다.